# Lill-Bäckmyrtjärnen
Lill-Bäckmyrtjärnen är en sjö i Arvidsjaurs kommun i Lappland och ingår i Åbyälvens huvudavrinningsområde.